# Skellefteå
Skellefteå ( OUÇA A PRONÚNCIA) é uma localidade da província de Västerbotten, na região da Norlândia, no norte da Suécia. 
É a sede da comuna de Skellefteå, no condado de Västerbotten.
Possui 24,8 quilômetros quadrados e de acordo com o censo de 2021, havia 36 388 habitantes.
Está localizada no ponto de encontro da estrada europeia E4 com o rio Skellefte, a 15 km da sua foz no mar Báltico.

## Etimologia e uso
O nome geográfico Skellefteå deriva de Skellefte, o nome do rio que atravessa a cidade. A origem de Skellefte é incerta, sendo possivelmente lapónica.

## História
Skellefteå recebeu privilégios de cidade em 1845.

## Comunicações
A cidade é atravessada pela estrada europeia E4 (Haparanda-Skellefteå-Estocolmo-Helsingborg) e pela estrada nacional 95 (Skellefteå-Noruega).
Dispõe do aeroporto de Skellefteå, em Falmark a 20 km a sul km da cidade, e do porto de Skellefteå na localidade vizinha de Skelleftehamn.

## Economia
Skellefteå é uma importante cidade industrial e comercial da Norlândia, com tradições na mineração e na indústria da madeira. A maior instalação industrial é a fundição de Rönnskär (em Skelleftehamn). Esteve em construção a fábrica Northvolt, planeada para ser a maior fábrica da Europa de baterias de lítio para automóveis elétricos, mas que todavia entrou em falência em 2024.